# Ongokea gore
Ongokea gore là một loài thực vật có hoa trong họ Olacaceae. Loài này được Pierre mô tả khoa học đầu tiên năm 1897.